# Chlorurus rhakoura
Chlorurus rhakoura és una espècie de peix de la família dels escàrids i de l'ordre dels perciformes.

## Morfologia
Els mascles poden assolir els 44,2 cm de longitud total.

## Distribució geogràfica
Es troba a Sri Lanka.